# Guillermo Prince Lara
Guillermo Prince Lara (Puerto Cabello, Venezuela. 1905 – Leysin, Suiza. 11 de diciembre de 1931) fue un estudiante universitario venezolano que se sublevó contra la dictadura del General Juan Vicente Gómez.

## Biografía
Hijo de madre venezolana y padre curazoleño, Guillermo fue un aventajado estudiante de medicina de la Universidad Central de Venezuela, que pasa a los anales históricos venezolanos a partir de los sucesos que se desarrollaron durante el mes de febrero de 1928, cuando la Federación de Estudiantes de Venezuela presidida por Raúl Leoni realizaba los preparativos para festejar la semana del estudiante, pero que se transformaron en acciones de protesta contra el gobierno del dictador Juan Vicente Gómez.
Vale destacar que Guillermo Prince Lara, desde el mismo momento en que se iniciaron las manifestaciones estudiantiles, asumió posiciones de vanguardia cuando destrozó una lápida de mármol colocada por el gobierno en el hospital Vargas para honrar la memoria del general Juan Crisóstomo Gómez, extinto hermano del presidente; por lo que fue detenido el 21 de febrero de 1928, junto con Rómulo Betancourt, Jovito Villalba y Pío Tamayo los cuales fueron encarcelados inicialmente en el cuartel del Cuño; siendo posteriormente trasladados al castillo Libertador de Puerto Cabello.
Luego de algunos días en prisión, los estudiantes presos fueron puestos en libertad en virtud de las distintas solicitudes que realizaron ciudadanos a favor de los "jóvenes rebeldes". No obstante, apenas pasados un par de meses de los primeros acontecimientos, se suscita uno de mayor envergadura, ya que se trata de un movimiento insurreccional cívico-militar donde Prince Lara, al igual que la mayoría de los líderes universitarios involucrados en las protestas de febrero (Rómulo Betancourt, Jóvito Villalba, Andrés Eloy Blanco, Miguel Acosta Saignes, Pío Tamayo, Raúl Leoni, Miguel Otero Silva, Juan Bautista Fuenmayor, Joaquín Gabaldón Márquez, entre otros) junto con jóvenes oficiales del Ejército, tratan de tomar por las armas al Cuartel San Carlos, el 7 de abril de 1928, pero nuevamente el gobierno neutraliza la acción con el general Eleazar López Contreras al mando y la mayoría de los insurrectos fueron hechos presos y otros obligados por las circunstancias a abandonar el país; tal como le sucedió a Guillermo, el cual debió huir a la vecina isla de Curazao.
En Curazao, para ganarse la vida laboró en la refinería petrolera Shell de Willemstad además de mantener contacto directo con otros líderes sublevados mientras que la situación en el país empeoraba a raíz de la detención masiva de más de 200 estudiantes en las colonias de Araira, cuando los mismos en octubre del 28 trataron de disuadir al régimen totalitario con la redacción de un documento dirigido a Juan Vicente Gómez, para que reconsiderara las severas medidas tomadas por los sucesos de abril. Tales acciones fueron la persecución policial, el exilio de opositores y el cierre de la Universidad Central de Venezuela.
Vale destacar que para el año 1929, el "Negro Prince" se alista junto con otros insurrectos, a participar con Rafael Simón Urbina en el asalto al fuerte Ámsterdam de Curazao y en la posterior invasión a Venezuela por las costas falconianas. No obstante, nuevamente el gobierno hace mella en las aspiraciones insurreccionales, venciéndolos el 13 de junio de 1929.
Luego de haber sido derrotados, Guillermo se interna por casi dos años en la sierra falconiana asumiendo roles en las montoneras contra Góméz. Su disposición y pundonor lo hacen merecedor de un ascenso a "Coronel", mientras se jugaba la vida en la guerrilla. Al poco tiempo, cercada las acciones combativas por efectivos militares afectos a la dictadura, logra huir por segunda vez al exilio, llegando a vivir en Santo Domingo.
Después de un breve periodo en República Dominicana, Prince Lara logra viajar a Europa a mediados de 1931, donde manifiesta a sus amigos de siempre los problemas de salud que le venían aquejando. De ese tiempo Miguel Otero Silva, escribe para la posteridad lo siguiente:

"Breve tiempo vivió Prince Lara en Europa. El trabajo extenuante en las refinerías de Curazao, las penalidades de la campaña de Coro, las largas jornadas de fugitivo sin pan y sin agua, habían minado su recio organismo".

A tan solo tres años de haber comenzado su lucha en contra de la dictadura, en un apartado sanatorio suizo de Leysin, murió víctima de tuberculosis este aguerrido estudiante universitario. Para honrar su memoria; su amigo personal, el escritor Miguel Otero Silva le dedicó la novela "Fiebre" (1939). En mayo de 1953 sus restos fueron repatriados e inhumados en el cementerio de Puerto Cabello.